# Murphys Point Provincial Park
Murphys Point Provincial Park är en park i Kanada.   Den ligger i provinsen Ontario, i den sydöstra delen av landet, 80 km sydväst om huvudstaden Ottawa. Murphys Point Provincial Park ligger 139 meter över havet.
Terrängen runt Murphys Point Provincial Park är platt. Runt Murphys Point Provincial Park är det glesbefolkat, med 8 invånare per kvadratkilometer.. Närmaste större samhälle är Perth, 13,2 km norr om Murphys Point Provincial Park. 
I omgivningarna runt Murphys Point Provincial Park växer i huvudsak lövfällande lövskog.